# Matilde Serao

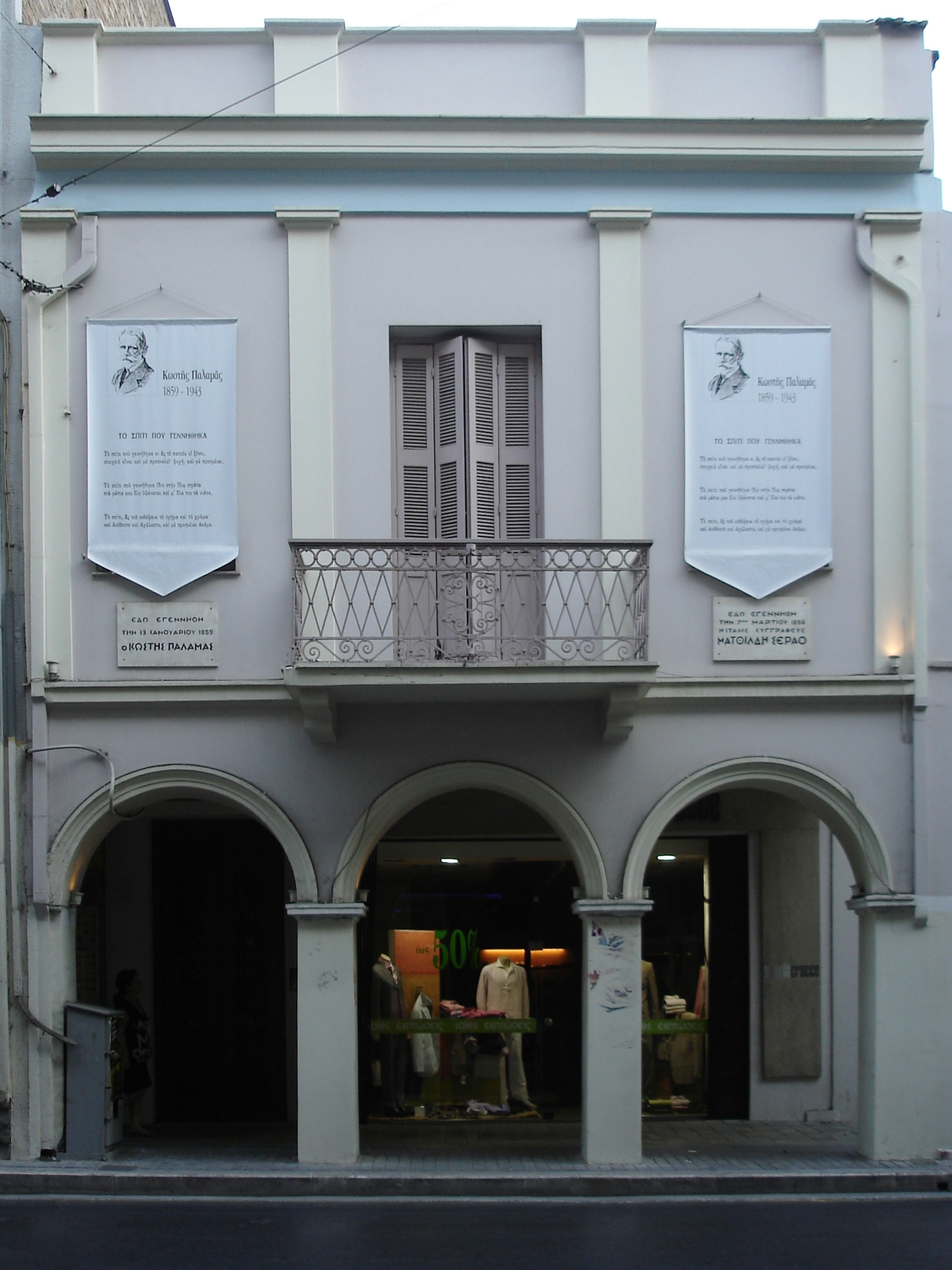
Casa aonde nasceu Matilde Serao na Grécia.

Matilde Serao (Patras, Grécia, 7 de março 1856 — Nápoles, 25 de julho de 1927) foi uma escritora e jornalista italiana, da escola do naturalismo e da corrente literária italiana Verismo. Era filha do italiano Francesco Serao, advogado e jornalista, e de Paolina Borely, nobre grega de família decadente, descendente dos príncipes Scanavy de Trebisonda. Foi indicada para o Prêmio Nobel de Literatura em 1926, concorrendo com Grazia Deledda.
Juntamente Edoardo Scarfoglio fundou em março de 1892 na cidade de Nápoles o jornal italiano Il Mattino.

## Livros publicados
- Opale (1878)
- Cuore infermo (1881)
- Leggende Napolitane (1881)
- Fantasia (1883)
- Il ventre di Napoli (1884)
- La virtù di Checchina (1884)
- La conquista di Roma (1885)
- Telegrafi di stato (1885)
- Il romanzo della fanciulla (1886)
- Vita e avventure di Riccardo Johanna (1887)
- O Giovannino, o la morte (1889)
- Il paese della cuccagna (1890)
- La ballerina (1899)
- Suor Giovanna della croce (1901)
- Parla una donna. Diario femminile di guerra: maggio 1915 - marzo 1916